# Chiesa di Sant'Antonio Abate (Bereguardo)
La chiesa di Sant'Antonio Abate è la parrocchiale di Bereguardo, in provincia e diocesi di Pavia; fa parte del vicariato IV.

## Storia
La primitiva chiesa di Bereguardo venne fondata nel 1425 dal duca di Milano e conte di Pavia Filippo Maria Visconti; il primo rettore fu tale fra' Agostino, del convento di San Pietro in Ciel d'Oro.
Nel 1460 monsignor Amicus de Fossulanis, compiendo la sua visita, trovò che la chiesa dipendeva dalla pieve di Trivolzio, dalla quale tuttavia nel 1565 si affrancò venendo eretta a parrocchiale.
Nella relazione della visita apostolica compiuta da Angelo Peruzzi nel 1576 si legge che la chiesa bereguardina era inserita nel vicariato di Mirebello e che i fedeli ammontavano a 450, saliti poi a 859 nel 1779, a 977 nel 1807 e a 1000 nel 1822.
La nuova parrocchiale venne costruita verso il 1762 in sostituzione di quella quattrocentesca, che versava in pessime condizioni; nel 1769 risultava che la chiesa fosse compresa nel vicariato di Marcignago e che il clero a servizio della cura d'anime fosse composto da cinque sacerdoti, scesi a due nel 1823.
La consacrazione venne impartita il 2 maggio 1875 dal vescovo Lucido Maria Parocchi, che nell'occasione conferì alla chiesa il titolo di arcipretale.
Nel 1898 il vescovo Agostino Riboldi annotò durante la sua visita che nella chiesa avevano sede la Pia unione delle figlie di Maria e della Sacra Famiglia, la Compagnia di San Luigi Gonzaga e la Congregazione del terz'ordine di San Francesco d'Assisi.
L'edificio, dichiarato monumento nazionale nel 1914, all'inizio del Novecento non si presentava in condizioni ottimali, tanto che il 16 marzo 1915 l'architetto della soprintendenza Ambrogio Annoni sollecitò il comune a farlo ristrutturare; a causa dello scoppio della prima guerra mondiale, i lavori poterono essere eseguiti solo dopo la fine del conflitto.

## Descrizione

### Esterno
La facciata della chiesa, che è in mattoni "faccia a vista", è a salienti ed è composta da tre volumi scanditi da lesene, dei quali il centrale è in aggetto; sopra il portale d'ingresso è presente una finestra oppilata.
Il campanile a pianta quadrata, che è intonacato, si eleva per quaranta metri; all'altezza della cella si apre una monofora per lato ed è coronata da una cupola a cipolla sopra la quale è presente una croce che misura 2,80 metri d'altezza.